# Most Pašman – kopno
Most Pašman – kopno, planirani most između otoka Pašmana i kopna. 
Prva zamisao o mostu u novije doba kojim bi se spojio Pašman s kopnom pojavila se 1970-ih godina. Od UN-a je naručen projekt južnoga Pašmana i mosta. Oba su projekta krenula skupa no nakon nekog vremena stvari su zastale.
2002. godine ideju za izgradnju mosta iznio je Jure Radić. Most bi po njegovoj zamisli bio dug 2217 metara te bi se naslonio na otočić Ričul te prolazio kraj Galešnjaka. U drugoj polovici 2010-ih načelnici svih općina na Ugljanu i Pašmanu potpisali su inicijativu gradnje mosta Pašman kopno. Da bi potaknuli stvari da se pokrenu s mjesta, mještani Pašmana su postavili kamen temeljac za gradnju mosta.